# 小行星9265
小行星9265（9265 Ekman）是一颗绕太阳运转的小行星，为主小行星带小行星。该小行星于1978年9月2日发现。

## 轨道参数
小行星9265的轨道半长轴为2.2275215 UA，离心率为0.165。